# Trà Phong
Trà Phong là một xã thuộc huyện Trà Bồng, tỉnh Quảng Ngãi, Việt Nam.
Xã Trà Phong có diện tích 39,92 km², dân số năm 1999 là 2770 người, mật độ dân số đạt 69 người/km².
Trước năm 2020, từng là trung tâm hành chính của huyện Tây Trà. Ngày 10 tháng 1 năm 2020, Ủy ban Thường vụ Quốc hội ban hành Nghị quyết số 867/NQ-UBTVQH14 về việc sắp xếp các đơn vị hành chính cấp huyện, cấp xã thuộc tỉnh Quảng Ngãi (nghị quyết có hiệu lực từ ngày 1 tháng 2 năm 2020)[2]. Theo đó, sáp nhập toàn bộ diện tích và dân số của huyện Tây Trà trở lại huyện Trà Bồng.Kể từ đó Trà Phong không còn là trung tâm hành chính của huyện nữa.
1. 1 2 3  "Mã số đơn vị hành chính Việt Nam". Bộ Thông tin & Truyền thông. Bản gốc lưu trữ ngày 24 tháng 3 năm 2013. Truy cập ngày 10 tháng 4 năm 2012.
2. ↑  Tổng cục Thống kê